# Xenodon
Xenodon es un género de serpientes de la familia Dipsadidae. Incluye doce especies que se distribuyen por el sur de América del Norte, América Central, y Sudamérica. 

## Especies
Se reconocen las siguientes 12 especies:
- Xenodon dorbignyi (Duméril, Bibron & Duméril, 1854)
- Xenodon guentheri Boulenger, 1894
- Xenodon histricus (Jan, 1863)
- Xenodon matogrossensis (Scrocchi & Cruz, 1993)
- Xenodon merremi (Wagler, 1824)
- Xenodon nattereri (Steindachner, 1867)
- Xenodon neuwiedii Günther, 1863
- Xenodon pulcher (Jan, 1863)
- Xenodon rabdocephalus (Wied, 1824)
- Xenodon semicinctus (Duméril, Bibron & Duméril, 1854)
- Xenodon severus (Linnaeus, 1758)
- Xenodon werneri (Werner, 1924)